# Ženski pevski zbor Kulturnega društva Korte
Ženski pevski zbor Kulturnega društva Korte (ŽPZ KD Korte) je nastal marca 2008, najprej kot ženska pevska skupina, in se kot taka istega leta prvič predstavil v Kortah na proslavi ob dnevu državnosti.
Od  ustanovitve se je število pevk zbora iz leta v leto povečevalo. Po prekinitvi sodelovanja s prvo zborovodkinjo Enejo Baloh je Kulturno društvo Korte v svoje vrste povabilo študentko zborovskega dirigiranja Barbaro Barać in v decembru 2018 popolnoma prenovilo svoje vrste. Danes zbor šteje 22 pevk.
Zbor se v svojem delovanju vključuje v pevske projekte, obeležuje številne krajevne prireditve in se vsako leto predstavi na reviji Primorska poje v organizaciji Zveze pevskih zborov Primorske. 
Zbor je vsako leto sodeloval tudi na tradicionalnem kresovanju z občinskim praznovanjem dneva državnosti, junija 2019 pa na prvem festivalu Od Histrov do Rimljanov na Kaštelirju, in na krajevnih opasilih. Čeprav nastopajo predvsem v domačem okolju, pa imajo pevke za seboj tudi nekaj gostovanj v Avstriji, Makedoniji, na Madžarskem, v Italiji in nazadnje v Srbiji jeseni 2018 v okviru kulturne izmenjave s slovensko manjšino v Novem Sadu. Ob 200. obletnici prve neprekinjeno delujoče ljudske šole v Kortah, 16. oktobra 2019, je pri Založbi Astrum izšel Venček istrskih ljudskih za ženski zbor in trio z violino, klarinetom in violončelom v priredbi skladatelja Bojana Glavine, ki ga je naročilo KD Korte ob obletnici svojega delovanja. V splet so združene ljudske »Oj mati, mam'ca« (Sveti Peter, Kaštel), »Dunjer sӘn še mlada bila« (Korte/Čedlje), »Jes ti bon kipila« (Koštabona) in »Moja mati kuha kafe« (slovenska Istra). 
Poslanstvo zbora je predvsem ohranjanje slovenskega jezika in širjenje kulture s pevsko tradicijo v kraju, ki ima za seboj več kot 130-letno pevsko in godbeniško zgodovino. 